# Anthony Martial
Anthony Jordan Martial (phát âm tiếng Pháp: [maʁsjal]; sinh ngày 5 tháng 12 năm 1995) là một cầu thủ bóng đá chuyên nghiệp người Pháp thi đấu ở vị trí tiền đạo cho câu lạc bộ AEK Athens.

## Sự nghiệp Câu lạc bộ

### Lyon
Sinh ra tại Massy, Essonne, Martial trải qua những năm tháng tuổi thơ ở CO Les Ulis đến năm 2001. Lúc 14 tuổi tức là năm 2009, Anh được tuyển chọn bởi các tuyển trạch viên của học viện bóng đá Olympique Lyonnais Và anh thử việc một năm sau đó. Trong mùa giải thứ hai của mình ở đội U17, anh chứng minh giá trị của mình với 32 bàn thắng trong 21 trận ra sân, với thành tích ấn tượng đó, anh được gọi vào Đội tuyển bóng đá U17 Quốc gia Pháp cho vòng chung kết Giải bóng đá vô địch U17 châu Âu 2012 tại Slovenia.
Anh đã có trận ra mắt đầu tiên cho Lyon vào ngày 6 tháng 12 năm 2012, thuộc vòng bảng giải Europa League trong trận gặp Hapoel Ironi Kiryat Shmona, thay thế cho tay săn bàn Yassine Benzia khoảng 10 phút cuối cùng khi giành chiến thắng 2–0 tại sân Stade de Gerland. Anh cũng có trận ra mắt ở giải Ligue 1 vào ngày 3 tháng 2 năm 2013 trong trận gặp Ajaccio, khi anh vào sân thay thế cho Rachid Ghezzal ở phút 79 trong trận thua 3–1. Anh đã hai lần xuất trận thêm từ băng ghế dự bị trong mùa giải đó.

### AS Monaco
Vào ngày 30 tháng 6 năm 2013, AS Monaco thông báo họ đã ký hợp đồng 3 năm với Martial với mức phí 5 triệu € cộng với tiền thưởng. Ngày 24 tháng 11, anh đã có trận ra mắt cho câu lạc bộ này ở tuổi 17 khi thay thế Radamel Falcao ở phút 63 và sát cánh cùng Mounir Obbadi trong chiến thắng trước FC Nantes. Anh ghi bàn thắng đầu tiên tại giải đấu cho đội bóng Công Quốc, trong trận thắng 2–0 trước Rennes trên sân Stade Louis II khoảng 6 ngày sau đó. Sự nghiệp của anh bị gián đoạn bởi một chấn thương gân kheo ở chân trong trận gặp Valenciennes vào tháng 12. Ngày 27 tháng 1 năm 2014, anh gia hạn hợp đồng đến tháng 6 năm 2018.
Trong mùa giải thứ hai ở Monaco, Martial ghi được 9 bàn trong 36 trận ở Ligue 1, bắt đầu từ ngày 5 tháng 10 năm 2014 khi thay thế Lucas Ocampos, anh mở tỷ số 1–1 trong trận gặp đương kim vô địch Paris Saint-Germain ở một cự ly gần. Anh lập cú đúp trong trận gặp Bastia vào ngày 13 tháng 3 năm 2015 trong chiến thắng 3–0 trên sân nhà. Vào ngày 26 tháng 6, anh tiếp tục gia hạn hợp đồng với đội bóng công Quốc đến năm 2019.
Vào ngày 4 tháng 8 năm 2015, Martial ghi bàn thắng đầu tiên tại đấu trường châu Âu, trong trận thắng 4–0 trên sân nhà trước đội bóng BSC Young Boys ở vòng sơ loại thứ ba UEFA Champions League, Monaco đã thắng 7–1 sau 2 loạt trận. Cùng năm đó, Martial giành danh hiệu Golden Boy (danh hiệu dành cho cầu thủ dưới 21 tuổi xuất sắc nhất năm).

### Manchester United
Anh chuyển đến Manchester United vào ngày 1 tháng 9 năm 2015 với mức phí 36 triệu bảng có thể tăng lên 57 triệu bảng.
Ngay trong trận đầu tiên ra mắt gặp Liverpool Martial đi bóng qua 3 hậu vệ đối phương và ghi bàn thắng đầu tiên cho câu lạc bộ mới, ấn định chiến thắng 3-1.

#### Sevilla - mùa bóng 2021 - 2022 (cho mượn)
Vào ngày 25 tháng 1 năm 2022 , Sevilla thông báo mượn Anthony Martial từ Manchester United đến hết mùa giải này. Anh chỉ ghi một bàn thắng trong 12 trận đấu được ra sân (và không ghi bàn thắng nào ở La Liga).

#### Mùa bóng 2022-2023
Martial trở lại United sau nửa mùa giải thi đấu không thành công ở Sevilla và bắt đầu trở lại là nhân tố chủ chốt dưới thời huấn luyện viên mới Erik ten Hag với vai trò tiền đạo trung tâm mặc dù có nhiều tin đồn rằng United sẽ bán anh vào kỳ chuyển nhượng mùa hè. Martial được ten Hag ca ngợi là mẫu tiền đạo thích hợp cho lối chơi mà ông đang xây dựng tại United sau khi anh ghi được những bàn thắng quan trọng cho đội bóng. Tuy nhiên mùa bóng 2022-2023 cũng chứng kiến Martial thường xuyên bị chấn thương và vắng mặt trong nhiều trận đấu quan trọng của United.

#### Mùa bóng 2023-2024
Mùa bóng này tiếp tục chứng kiến Martial tiếp tục vật lộn với chấn thương trong hầu hết thời gian của mùa giải và chỉ có 19 trận thi đấu cho United và ghi được 2 bàn thắng. Martial chơi trận đấu cuối cùng cho United ngày 9 tháng 12 năm 2023 trong thất bại 0-3 trước Bournemouth F.C. Ngày 28 tháng 5 năm 2024, Manchester United ra thông báo chính thức Martial chia tay câu lạc bộ khi hợp đồng hai bên hết thời hạn.

## Sự nghiệp Quốc tế
Martial ghi 5 bàn thắng cho U17 Pháp tại vòng loại Giải bóng đá vô địch U17 châu Âu 2012: hai bàn thắng trong trận thắng 5–0 trước đội U17 Quần đảo Faroe và lập cú hat-trick trong trận đấu với U17 Bắc Ireland tại Luxembourg. Anh được góp mặt trong hai trận đấu vòng loại với U17 Thụy Sĩ và U17 Thụy Điển để góp mặt tại vòng chung kết. Anh đã ghi thêm 1 bàn thắng trong trận cuối cùng của vòng bảng tại Slovenia, trong trận hòa 2–2 với U17 Iceland tại Domžale Sports Park.
Martial chơi cả năm trận cho Đội tuyển bóng đá U19 Quốc gia Pháp tại Giải bóng đá vô địch U19 châu Âu 2013 tại Lithuania nhưng kết thúc vị trí á quân sau U19 Serbia.
Ngày 26 tháng 8 năm 2015, Martial được triệu tập lần đầu tiên lên Đội tuyển bóng đá quốc gia Pháp tham dự Euro 2016, giải đấu mà anh và các đồng đội đã lọt vào đến trận chung kết nhưng chịu thất bại trước đội tuyển Bồ Đào Nha và giành vị trí á quân.

## Cuộc sống cá nhân
Martial là người gốc Guadeloupean. Anh trai của anh, Johan, là một hậu vệ cho câu lạc bộ Hy Lạp Panetolikos. Gia đình Martial rất chú trọng đến việc giáo dục con cái của họ. Huấn luyện viên đội trẻ mô tả anh là một người nhút nhát và ít nói. Martial là một người Công giáo La Mã.

## Thống kê sự nghiệp

### Câu lạc bộ
Tính đến 9 tháng 12 năm 2023
| Câu lạc bộ          | Mùa giải            | Giải đấu            | Giải đấu | Giải đấu | Cúp quốc gia | Cúp quốc gia | Cúp lien đoàn | Cúp lien đoàn | Châu Âu | Châu Âu | Khác | Khác | Tổng cộng | Tổng cộng |
| Câu lạc bộ          | Mùa giải            | Hạng đấu            | Trận     | Bàn      | Trận         | Bàn          | Trận          | Bàn           | Trận    | Bàn     | Trận | Bàn  | Trận      | Bàn       |
| ------------------- | ------------------- | ------------------- | -------- | -------- | ------------ | ------------ | ------------- | ------------- | ------- | ------- | ---- | ---- | --------- | --------- |
| Lyon B              | 2012–13             | CFA                 | 11       | 5        | —            | —            | —             | —             | —       | —       | —    | —    | 11        | 5         |
| Lyon                | 2012–13             | Ligue 1             | 3        | 0        | 0            | 0            | 0             | 0             | 1       | 0       | —    | —    | 4         | 0         |
| Monaco B            | 2013–14             | CFA                 | 4        | 3        | —            | —            | —             | —             | —       | —       | —    | —    | 4         | 3         |
| Monaco              | 2013–14             | Ligue 1             | 11       | 2        | 3            | 0            | 1             | 0             | —       | —       | —    | —    | 15        | 2         |
| Monaco              | 2014–15             | Ligue 1             | 35       | 9        | 3            | 2            | 3             | 1             | 7       | 0       | —    | —    | 48        | 12        |
| Monaco              | 2015–16             | Ligue 1             | 3        | 0        | —            | —            | —             | —             | 4       | 1       | —    | —    | 7         | 1         |
| Monaco              | Tổng cộng           | Tổng cộng           | 49       | 11       | 6            | 2            | 4             | 1             | 11      | 1       | —    | —    | 70        | 15        |
| Manchester United   | 2015–16             | Premier League      | 31       | 11       | 7            | 2            | 2             | 1             | 9       | 3       | —    | —    | 49        | 17        |
| Manchester United   | 2016–17             | Premier League      | 25       | 4        | 3            | 1            | 3             | 2             | 10      | 1       | 1    | 0    | 42        | 8         |
| Manchester United   | 2017–18             | Premier League      | 30       | 9        | 4            | 0            | 3             | 1             | 8       | 1       | 0    | 0    | 45        | 11        |
| Manchester United   | 2018–19             | Premier League      | 27       | 10       | 2            | 1            | 1             | 0             | 8       | 1       | —    | —    | 38        | 12        |
| Manchester United   | 2019–20             | Premier League      | 32       | 17       | 5            | 1            | 4             | 1             | 7       | 4       | —    | —    | 48        | 23        |
| Manchester United   | 2020–21             | Premier League      | 22       | 4        | 4            | 0            | 2             | 1             | 8       | 2       | —    | —    | 36        | 7         |
| Manchester United   | 2021–22             | Premier League      | 8        | 1        | 0            | 0            | 1             | 0             | 2       | 0       | —    | —    | 11        | 1         |
| Manchester United   | 2022–23             | Premier League      | 21       | 6        | 2            | 0            | 3             | 2             | 3       | 1       | —    | —    | 29        | 9         |
| Manchester United   | 2023–24             | Premier League      | 13       | 1        | 0            | 0            | 2             | 1             | 4       | 0       | —    | —    | 19        | 2         |
| Manchester United   | Tổng cộng           | Tổng cộng           | 209      | 63       | 27           | 5            | 21            | 9             | 59      | 13      | 1    | 0    | 317       | 90        |
| Sevilla (mượn)      | 2021–22             | La Liga             | 9        | 0        | —            | —            | —             | —             | 3       | 1       | —    | —    | 12        | 1         |
| Tổng cộng sự nghiệp | Tổng cộng sự nghiệp | Tổng cộng sự nghiệp | 285      | 82       | 33           | 7            | 25            | 10            | 74      | 15      | 1    | 0    | 418       | 114       |

1. ↑  Bao gồm Coupe de France, FA Cup
2. ↑  Bao gồm Coupe de la Ligue, EFL Cup
3. 1 2 3 4 5  Số lần ra sân tại UEFA Europa League
4. 1 2 3 4 5 6  Số lần ra sân tại UEFA Champions League
5. ↑  Sáu lần ra sân và hai bàn thắng tại UEFA Champions League, ba lần ra sân và một bàn thắng tại UEFA Europa League
6. ↑  Ra sân tại FA Community Shield
7. ↑  Năm lần ra sân và hai bàn thắng tại UEFA Champions League, ba lần ra sân tại UEFA Europa League

### Quốc tế
Tính đến ngày 7 tháng 9 năm 2021
| Đội tuyển quốc gia | Năm       | Trận | Bàn |
| ------------------ | --------- | ---- | --- |
| Pháp               | 2015      | 6    | 0   |
| Pháp               | 2016      | 9    | 1   |
| Pháp               | 2017      | 2    | 0   |
| Pháp               | 2018      | 1    | 0   |
| Pháp               | 2020      | 7    | 0   |
| Pháp               | 2021      | 5    | 1   |
| Tổng cộng          | Tổng cộng | 30   | 2   |

#### Bàn thắng quốc tế
| #  | Ngày               | Địa điểm                            | Đối thủ | Bàn thắng | Kết quả | Giải đấu                      |
| -- | ------------------ | ----------------------------------- | ------- | --------- | ------- | ----------------------------- |
| 1. | 1 tháng 9 năm 2016 | Sân vận động San Nicola, Bari, Ý    | Ý       | 1–0       | 3–1     | Giao hữu                      |
| 2. | 4 tháng 9 năm 2021 | Sân vận động Olympic, Kiev, Ukraina | Ukraina | 1–1       | 1–1     | Vòng loại FIFA World Cup 2022 |

## Danh hiệu
Manchester United
- FA Cup: 2015–16[37]
- EFL Cup: 2016–17[38]
- FA Community Shield: 2016[39]
- UEFA Europa League: 2016–17[40]

U-19 Pháp
- Giải bóng đá U-19 vô địch châu Âu á quân: 2013[41]

Pháp
- UEFA Nations League: 2020–21[42]
- UEFA European Championship: á quân 2016[43]

Cá nhân
- Golden Boy: 2015[44]
- PFA Fans' Premier League Player of the Month: 09/2015[45]
- Premier League – Cầu thủ xuất sắc nhất tháng: tháng 9 năm 2015[46]
- UEFA European Under-19 Championship Team of the Tournament: 2013[47]
- Bàn thắng đẹp nhất mùa giải của Manchester United: 2015–16 (vs Liverpool, ngày 12 tháng 9 năm 2015)[48]
- Cầu thủ xuất sắc nhất năm của Sir Matt Busby: 2019–20[49]